# Jörg Woltmann (Fußballspieler)
Jörg Woltmann (* 30. November 1968 in Annahütte) ist ein ehemaliger deutscher Fußballspieler im Mittelfeld. Er absolvierte für Energie Cottbus zwei Spiele in der 2. Fußball-Bundesliga.

## Karriere
Woltmann spielte in seiner Jugend bei den Jugendmannschaften der BSG Energie Cottbus und beim BFC Dynamo. 1988 ging er zur SG Schmogrow, bevor er in der nächsten Saison zur SpVg Aurich wechselte. Nach einer Saison kehrte er nach Schogrow zurück. Anschließend verpflichtete Energie Cottbus Woltmann. Sein Debüt in der Regionalliga Nordost gab er am 31. Juli 1994 gegen den FC Hertha 03 Zehlendorf. In den nachfolgenden Spielen stand er oft in der Startelf. Er wurde nach der Saison 1996/97 auch in den beiden Aufstiegsspielen für die 2. Bundesliga gegen Hannover 96 eingesetzt und konnte sich mit Cottbus durchsetzen.
In der nachfolgenden Zweitligasaison stand Woltmann nur selten im Kader und kam auf lediglich zwei Einsätze. Beim DFB-Pokal 1996/97 erreichte er mit Cottbus das Finale. Er wurde mit Ausnahme der 2. Hauptrunde in allen Spielen eingesetzt. Im ersten Hauptrundenspiel sicherte er dem FC Energie nach seiner Einwechslung mit einem Tor in der Verlängerung das 1:0. Im Finale verlor Woltmann mit Cottbus gegen den VfB Stuttgart mit 2:0, er selbst wurde in der 82. Minute ausgewechselt. Seit 1997 spielte Woltmann darüber hinaus aktiv für die zweite Mannschaft. Bis 2003 kam er dort auf 138 Spiele und 14 Tore. Danach ging er zum 1. FC Guben und blieb dort fünf Jahre, bevor er 2010 zum FSV Viktoria Cottbus wechselte.